# Akira Complex
Akira Complex (30 de março de 1993 — junho de 2023) foi uma produtora musical estadunidense de ascendência hispânica. Reverenciada por seu trabalho influente, contribuindo com música para jogos de ritmo como Dance Dance Revolution, é considerada um dos pilares da cena da electronic dance music (EDM) japonesa.

## Carreira
Profundamente inspirada pela cultura japonesa, Akira Complex atuou principalmente na cena da electronic dance music (EDM) do país, sendo amplamente conhecida na Ásia e nos Estados Unidos. Sua música influenciou fortemente o neurofunk, chiptune e dubstep, dentre outros subgêneros eletrônicos. Sua música aparecia com frequência em diversos jogos de ritmo da Konami, como Dance Dance Revolution, beatmania IIDX, Sound Voltex, pop'n music, Dancerush Stardom, e outros. Também se tornou artista destacada no jogo eletrônico osu!.
Em 26 de junho, a Attack The Music, gravadora independente sediada em Los Angeles, com quem lançou vários álbuns, comunicou sua morte. Suspeita-se que a causa tenha sido suicídio. A gravadora anunciou que todo o dinheiro arrecadado com seus lançamentos a partir de então seriam doados ao The Trevor Project, um projeto para prevenir suicídio entre jovens LGBT. Em janeiro de 2023, Akira Complex disse que estava com sua saúde deteriorada e que estava tendo dificuldades em produzir música. Em seu último tweet em 24 de junho, ela disse: "Eu queria ter uma família nos Estados Unidos ou alguém com quem eu pudesse ficar por um tempo".